# 星报 (马来西亚)
星报（英語：The Star，MYX：6084）是马来西亚一家以英语为媒介语的小报报社，总部设在八打灵再也。星报于1971年创立，原是北马槟城的一份区域性英文报，后来在1976年开始向全国发行。1995年成为亚洲地区第三个发行网络版的报纸。根据马来西亚发行审核机构数据，星报是马来西亚发行量最高的英文报章。星报也是亚洲新闻网络（ANN）的成员之一，其百分之40的股权由马来西亚华人公会拥有。

## 历史
星报于1971年9月9日发行第一份报纸，当时是北马槟城的一份区域性英文报。星报随后在1976年1月3日扩张至首都吉隆坡，并在1978年将总部迁移至吉隆坡，正式成为全国性报章。1981年，星报将总部从吉隆坡移至位于雪兰莪州的八打灵再也以容纳更多员工和科技设备。
星报在马来西亚英文报的主要地位为它的股东马来西亚华人公会（马华公会，国民阵线成员党之一）带来了许多好处。
2021年3月1日，星报媒体集团宣布，独立非执行主席胡亚桥辞去星报集团主席及董事的职务。之后，他的位子由前房屋及地方政府部长曹智雄取代。
2024年4月，星报媒体集团和中国官媒《当代世界》杂志签署的新闻合作协议。该宣布随着引起媒体和学术界的讨论，担忧星报加大对中国官方立场的呈现，甚至可能采取自我审查。

## 版式
星报每日版和周刊版一共出版5种版式，其中两份在马来西亚半岛北部州属如槟城、吉打、玻璃市、吉兰丹和北霹雳提供，另外两份则涵盖全国其他州属。2010年，星报推出砂拉越版本，售价1.20令吉。星报媒体集团共有两个印刷厂用来印刷每日报纸，其中北马的印刷厂位于槟城州峇六拜，中南马地区则位于雪兰莪州首府莎亚南的武吉日落洞区。

## 拥有权
截至2025年3月，星报由马来西亚政府属下机构掌控，虽然其法定上隶属于星报媒体集团。星报的最大股权持有者为馬來西亞華人公會，占48.11%，接着是财经周刊《The Edge》占5.17%、马来西亚雇员公积金局（EPF，5.98%）和政府旗下的朝圣基金局（5.42%）。

## 争议事件

### 捏造新闻
- 2017年1月10日，《星报》在引述《星洲日报》专访报道中，报导了一则題为「丹斯里慕尤丁警告说，如果希盟在下届大选中胜利与执政，任何人都不应该期待它承认统考文凭」（Pakatan won’t recognise UEC, Muhyiddin warns）的新闻，导致慕尤丁遭到董教总、马华公会和社青团等團體的批判。慕尤丁办公室较后发表文告澄清，他仅接受过中文媒体《星洲日报》、《中国报》与《南洋商报》的联访，并没有接受过《星报》与《马来邮报》的采访，也从未说过反对统考的言论。慕尤丁也要求《星报》与《马来邮报》作出纠正澄清，他批评这种错误报道与国家团结的愿望相反[17]。
- 2023年3月，《星报》在一篇报导声称引述了数字通讯部部长法米法兹对《2024年海外艺人新指南》的讲话。数码与通讯部否认曾针对该指南发表过任何相关的声明，星报随着撤下了这篇报导[18]。

### 恐怖分子新闻配斋戒月照风波
《星报》在2017年5月27日的其中一期报纸封面中刊登穆斯林斋戒月首日祈祷的照片，而封面标题却写“马来西亚人为恐怖组织头目”，被认为是在误导读者及欠缺敏感性。这个举动引起了马来西亚警方的关注，使两名高层被停职。

### 发布诽谤沙菲益文章
2017年11月13日，沙巴民族复兴党主席沙菲益阿达向《星报》集团发出律师信，指该集团旗下《星报》于10月29日的一篇报导涉嫌诽谤，因此限定该报在11月19日于封面公开道歉，否则将会采取法律行动。

### 刊登露骨访问
2019年6月25日，《星报》以近一页的版面刊登人民公正党青年团山都望区团长哈兹的访问，当中他提到露骨的性爱细节，引来槟城州行政议员阿菲夫的抗议。被视为公正党署理主席阿兹敏阿里阵营的阿菲夫在推特抨击，这类报道荼毒孩童与学生的思想，他也批评部分媒体一再放大龌龊政治与性爱描述。

### 错误引述政府要求柔新捷运再延半年
2019年10月31日，《星报》头条报道，马来西亚政府或再要求延长柔新捷运计划时限多6个月。《星报》引述官方消息指联邦政府要求新加坡再度延期，以考虑采用更廉价的替代方案。报道也引述另一位不愿具名的官员谈话，称延期的要求可能会促使新加坡行使其权利，要求赔偿因延误而造成的损害。
交通部长陆兆福同日驳斥指这是不实和不道德的报道。陆兆福在脸书贴文说：“这完全是误导和不道德的新闻！你是根据匿名消息和未经证实的根据来作为封面新闻？”他也说：“首相马哈迪·莫哈末将在今日下午3时，在柔佛针对柔新捷运系统作出宣布。”

### 以“好战分子”形容哈马斯
2021年5月12日，《星报》在报导一则以巴冲突相关的新闻中，将伊斯兰抵抗运动（哈马斯）称之为「好战分子」（militant），引起部分推特用户向马来西亚通讯及多媒体部投诉该报导没有受到对付后，成为继前一天RTM华语新闻组采用「激进组织」的用词后，第二个被时任通讯及多媒体部长赛夫丁阿都拉表示要下令展开调查的媒体。